# Magic (album B’z)
MAGIC – siedemnasty album studyjny japońskiego zespołu B’z, wydany 18 listopada 2009 roku. Osiągnął 1 pozycję w rankingu Oricon i pozostał na liście przez 26 tygodni, sprzedał się w nakładzie 488 468. Album zdobył status podwójnej platynowej płyty.
Limitowana edycja albumu została wydana z bonusowym DVD zawierającym nagrania z „Magical Backstage Tour 2009”.

## Lista utworów
| Nr  | Tytuł                                                 | Czas |
| --- | ----------------------------------------------------- | ---- |
| 1.  | „Introduction”                                        | 0:37 |
| 2.  | „DIVE”                                                | 3:00 |
| 3.  | „Time Flies”                                          | 3:22 |
| 4.  | „MY LONELY TOWN”                                      | 3:37 |
| 5.  | „long time no see”                                    | 3:12 |
| 6.  | „Ichibu to zenbu” (jap. イチブトゼンブ)               | 4:11 |
| 7.  | „PRAY”                                                | 4:45 |
| 8.  | „MAGIC”                                               | 4:07 |
| 9.  | „Mayday!”                                             | 4:04 |
| 10. | „TINY DROPS”                                          | 4:06 |
| 11. | „Dare ni mo ienē” (jap. だれにも言えねぇ)             | 3:22 |
| 12. | „Yume no naka de aimashō” (jap. 夢の中で逢いましょう) | 3:18 |
| 13. | „Freedom Train”                                       | 4:07 |

## Notowania
| Lista                                 | Pozycja |
| ------------------------------------- | ------- |
| Oricon Daily Albums Chart             | 1       |
| Oricon Weekly Albums Chart            | 1       |
| Oricon Monthly Albums Chart           | 1       |
| Oricon Yearly Albums Chart (rok 2009) | 13      |